# Андрющенко, Анатолий Иванович
Андрющенко Анатолий Иванович (31 октября 1914 — 4 января 2008) — советский и российский учёный-теплотехник, внёс существенный вклад в теорию термодинамического анализа реальных процессов в теплоэнергетических установках, один из основоположников эксергетического анализа технических систем .
Доктор технических наук (1955), профессор. Ректор Саратовского политехнического института (1962—1988). Заслуженный деятель науки и техники РСФСР (1965), действительный член Международной Академии высшей школы, член Международной энергетической академии, почётный работник высшего профессионального образования. Почётный гражданин г. Саратова.

## Биография
Родился 31 октября 1914 в городе Жашков (Украина). Юность провел в Одессе. Учился сначала в «Школе-заводе — ФЗУУКРМЕТО» на токаря, затем на рабфаке.  В 1938 году окончил энергетический факультет Одесского индустриального института. С 1938 по 1942 год работал инженером ТЭЦ на Горьковском автозаводе .
В мае 1942 года ушел на фронт. Прошёл всю войну, воевал на Донском, 3-м и 4-м Украинских фронтах, участвовал в боевых действиях, которые проводились до конца 1945 года на Западной Украине. Был командиром миномётной роты, начальником штаба отдельного стрелкового батальона . Принял участие в
операции по окружению Сталинградской группировки немецких войск. Под его командованием солдаты 10 суток обороняли деревню Большая Доншинка, выбив оттуда румынские войска. Участвовал в освобождении города Краснодон на Донбассе .
После демобилизации работал главным энергетиком на заводе имени Андре Марти (г. Одесса), где много времени уделял научным разработкам. С 15 апреля 1948 года работал в Одесском инженерно-строительном институте (ОИСИ). В декабре 1948 года защитил кандидатскую диссертацию. А.И. Андрющенко заведовал кафедрой Отопления, вентиляции и теплотехники. После перепрофилирования и переименования ОИСИ в Одесский гидротехнический институт с 8 мая 1951 года по 9 ноября 1951 года заведовал кафедрой Машиноведения, а с 9 ноября 1951 года кафедрой Машиноведения и деталей машин. В декабре  1951 года откомандирован в докторантуру. В марте 1955 защитил диссертацию на соискание ученой степени доктора технических наук. Защита состоялась в Московском энергетическом институте  под руководством доктора технических наук, профессора М.П. Вукаловича. Работа А.И. Андрющенко была посвящена термодинамическому анализу циклов тепловых электростанций, в ней рассматривались эксергетические аспекты, в частности использование диаграммы состояния в координатах «фактор Карно-энтальпия» . После защиты докторской диссертации в качестве заместителя директора по научной работе направлен в Саратовский автомобильно-дорожный институт. Избран на должность заведующего кафедрой теплотехники, а с 1958 года стал заведующим кафедрой теплоэнергетики, затем заместителем директора и проректором по науке. Находясь на посту ректора, А.И. Андрющенко занимал высокие должности в целом ряде общественных организаций. Многие годы  являлся бессменным руководителем созданной им в 1967 году Проблемной лаборатории теплоэнергетических установок электростанций.
С именем А.И. Андрющенко связано становление, развитие политехнического института и превращение из узкопрофильного автодорожного института в крупнейший учебный и научный центр Поволжья .
В течение многих лет А.И. Андрющенко был членом Высшей аттестационной комиссии, заместителем председателя Поволжского координационного совета АН СССР и Минвуза РСФСР, председателем совета ректоров вузов Саратовской области, членом научного совета РАН по теплофизике и теплоэнергетике, редакций журналов «Известия вузов. Энергетика» и «Известия вузов. Проблемы энергетики», председателем Поволжского научного совета РАН по энергетике, членом диссертационного совета . Анатолий Иванович неоднократно избирался народным депутатом Саратовской области.
Скончался 4 января 2008 года. В память о нём на здании главного корпуса университета в феврале 2009 года была открыта мемориальная доска.

## Научная школа
А.И. Андрющенко — ведущий специалист в области технической термодинамики и оптимизации теплоэнергетических установок и систем. Провел фундаментальные научные исследования в области парогазовых энергоустановок, и систем теплофикации. Создал основы теории построения образцовых циклов теплоэнергетических установок, осуществил ряд научных исследований в области технической термодинамики и теоретических основ созданий ТЭС новых типов. Занимался вопросами оптимизации параметров энерготехнологических установок.
Результаты его научной деятельности нашли отражение более чем в 285 научных публикациях и изобретениях. Им издано 16 монографий и учебников; создана научная школа теплоэнергетиков, известная за рубежами нашей страны. Под его руководством подготовлено 10 докторов и более 70 кандидатов наук.
Сразу после создания кафедры (1958) теплоэнергетики к научной работе были привлечены ее сотрудники А.В. Ильин, Э.А. Кин,  Г.М. Поляков. В исследованиях были задействованы студенты старших курсов. Начала действовать аспирантура . Среди первых аспирантов А.И. Андрющенко были будущие профессора и заведующие кафедрами энергетического профиля Саратовского политехнического института доктор технических наук Анатолий Васильевич Змачинсий  (кафедра «Парогенераторы»),  доктор технических  наук Юрий Максимович Хлебалин (кафедра «Котельные установки и теплофикация»),  доктор технических наук Рашид Зарифович Аминов (кафедра «Тепловые  электрические станции»). Через научную школу энергетики Саратовского политехнического института под руководством А.И. Андрющенко прошли В.А. Понятов,  А.Г. Курносов,  И.В. Шерстобитов, А.И. Попов , Г.С. Сапрыкин , В.Н. Лапшов  и др  .

## Награды
Работа А.И. Андрющенко высоко оценена правительством страны. Имел боевые награды, полученные им в годы Великой Отечественной войны (ордена Отечественной войны I и II степени, медаль «За боевые заслуги»). Неоднократно получал награды за мирный труд (ордена Ленина, Октябрьской Революции, два ордена Трудового Красного Знамени), Почетный знак губернатора Саратовской области, звание «Почетный гражданин г. Саратова».

## Основные публикации
- Андрющенко А.И. Техническая работоспособность термодинамических систем: учебное пособие — Саратов: САДИ имени В.М. Молотова. — 1956. — 67 с.[8][К 1]
- Андрющенко А.И., Лапшов В.Н. Рациональные циклы и схемы парогазовых теплофикационных установок // Теплоэнергетика. — 1961. — № 11. — С. 13—18.
- Андрющенко А.И. Основы термодинамики циклов теплоэнергетических установок. — М.: Высшая школа, 1968. — 288 с.
- Андрющенко А.И., Змачинский А.В., Понятов В.А. Оптимизация тепловых циклов и процессов ТЭС. Учеб. пособ. для теплоэнерг. специальностей вузов. — М.: Высшая школа, 1974. — 280 с.
- Андрющенко А.И., Попов А.И. Основы проектирования энерготехнологических установок электростанций. — М.: Высшая школа, 1980. — 240 с.
- Андрющенко А.И., Хлебалин Ю.М. Термодинамическая эффективность теплофикации // Известия ВУЗов. Энергетика. — 1987. — № 4. — С. 68—72.
- Андрющенко А.И. Комбинированные системы энергоснабжения // Теплоэнергетика. — 1997. — № 5. — С. 2—6.

## Комментарии
1. ↑  Первое пособие А.И. Андрющенко, изданное в г. Саратове [8]